# バンゴー駅 (ミシガン州)
バンゴー駅（英語：Bangor Station）は、ミシガン州バンゴー レールロード・ストリート541にある駅。 全米各地を結ぶ旅客鉄道のアムトラックが乗り入れている。

## 概要
現在のレンガ造の駅舎は1926年にペレ・マルケット鉄道によって建てられた。駅舎は2005年5月6日にミシガン州運輸省の125,000ドル助成金をはじめ総額500,000ドルの費用をかけて改修工事が完成した。

## 利用可能な鉄道路線／列車
アムトラックの停車する列車は下記の通り。
シカゴとグランドラピッズ間の昼行中距離列車ペレ・マルケット号… 1日1往復停車